# Пинту, Диогу (футболист, 2004)
Диогу де Карвалью Пинту (порт. Diogo de Carvalho Pinto; родился 18 июня 2004, Фелгейраш, Португалия) — португальский футболист, вратарь клуба «Эштрела».

## Клубная карьера
Пинту — воспитанник португальских команд «Фелгейраш», «Пасуш де Феррейра» и «Спортинг». 11 мая 2024 года дебютировал за основную команду «Спортинга», выйдя в стартовом составе на матч Примейра-лиги против клуба «Эшторил-Прая» и не пропустив ни одного гола.

## Карьера в сборной
Выступал за сборные Португалии до 15, до 16, до 18, до 19 и до 20 лет.